# USS George F. Elliott (AP-13)
L’USS George F. Elliott est un navire de transport de la classe Heywood (en) en service dans la marine américaine durant la Seconde Guerre mondiale. Il est coulé en 1942 durant la bataille de Guadalcanal.